# Повзик білощокий
Повзик білощокий (Sitta leucopsis) — вид горобцеподібних птахів родини повзикових (Sittidae).

## Поширення
Вид поширений на сході Афганістану, на півночі Пакистану та Індії, в Непалі. Природним середовищем існування є бореальні та помірні ліси.

## Опис
Дрібний птах, завдовжки до 13 см, вага 13-16 г. Спина, крила та хвіст темно-сірі. Верх голови і потилиця чорні. Решта частина голови, горло, груди та черево білі. Підхвістя та боки помаранчево-коричневі.

## Спосіб життя
Мешкає у хвойних лісах. Трапляється парами або численними зграями. Живиться комахами та насінням. Сезон розмноження триває з квітня по червень. Гніздо облаштовує у порожнинах мертвих дерев. Дно гнізда вистилає сосновими шишками, рослинним пухом та іншими м'яким матеріалом рослинного або тваринного походження. Самиця відкладає 4–6 яєць, білих з дрібними червонувато-коричневими плямами. Інкубація триває 14-17 днів. Насиджує самиця, в цей час самець її підгодовує. Молодняк залишає гніздо приблизно через 20 днів після вилуплення.